# Luigi Vinci
Luigi Vinci (ur. 29 maja 1939 w Rzymie) – włoski polityk, działacz komunistyczny, eurodeputowany w latach 1994–2004.

## Życiorys
Przez wiele lat zaangażowany w działania skrajnych organizacji lewicowych. Był jednym z liderów ugrupowań Avanguardia Operaia i Demokracja Proletariatu. Następnie przystąpił do Odrodzenia Komunistycznego.
W latach 1992–1994 był członkiem włoskiego Senatu XI kadencji.
W wyborach w 1994 został wybrany do Europarlamentu IV kadencji. W 1999 odnowił mandat europosła na V kadencję. Należał do grupy Zjednoczonej Lewicy Europejskiej i Nordyckiej Zielonej Lewicy (od 1997 do 1999 jako jej wiceprzewodniczący). Brał udział m.in. w pracach Komisji Spraw Zagranicznych, Praw Człowieka, Wspólnego Bezpieczeństwa i Polityki Obronnej oraz Komisji ds. Swobód Obywatelskich i Spraw Wewnętrznych (od 1997 do 1999 w randze wiceprzewodniczącego). W PE zasiadał do 2004.